# James Florio

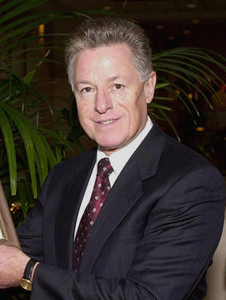
James Florio

James Joseph Florio (* 29. August 1937 in Brooklyn, New York City; † 25. September 2022 in Voorhees, New Jersey) war ein US-amerikanischer Politiker. Er war von 1990 bis 1994 Gouverneur des Bundesstaates New Jersey. Zwischen 1975 und 1990 vertrat er außerdem seinen Staat im US-Repräsentantenhaus.

## Frühe Jahre
James Florio besuchte die öffentlichen Schulen seiner Heimat. Zwischen 1955 und 1958 diente er als Offizier der US Navy, in deren Reserve er bis 1975 blieb. Danach besuchte er 1962 das Trenton State College, aus dem das heutige College of New Jersey hervorging. James Florio setzte seine Ausbildung an der Columbia University und an der Rutgers University fort, an der er bis 1967 Jura studierte. Nach seiner Zulassung als Rechtsanwalt begann er in Camden in seinem neuen Beruf zu arbeiten. Von 1967 bis 1971 arbeitete er auch als Anwalt für diese Stadt. Zwischen 1969 und 1974 war er zusätzlich Anwalt von drei kleineren Kommunen in New Jersey.

## Politischer Aufstieg
Florio wurde Mitglied der Demokratischen Partei. Von 1969 bis 1974 gehörte er der New Jersey General Assembly an. Zwischen dem 3. Januar 1975 und dem 16. Januar 1990 vertrat er seinen Staat als Abgeordneter im Kongress. In den Jahren 1977 und 1981 bewarb er sich jeweils erfolglos um das Amt des Gouverneurs von New Jersey. 
Im Kongress brachte er die Vorlage des Comprehensive Environmental Response, Compensation, and Liability Act ein. Mit Hilfe dieses Gesetzes und dem daraus entstandenen Superfund-Programm sollten die am meisten von der Umweltverschmutzung betroffenen Gebiete der Vereinigten Staaten gesäubert und gereinigt werden. Er setzte sich auch erfolgreich dafür ein, dass der Kongress zukünftig nicht mehr jede ausländische Beteiligung bzw. Übernahme eines amerikanischen Industriekonzerns genehmigen musste. Im Jahr 1989 wurde er im dritten Anlauf dann doch als Kandidat seiner Partei zum Gouverneur seines Staates gewählt. Aus diesem Grund legte er sein Mandat im Repräsentantenhaus nieder.

## Gouverneur von New Jersey
James Florio trat sein neues Amt am 16. Januar 1990 an. In seiner vierjährigen Amtszeit setzte er sich entgegen seinem Wahlversprechen für eine Steuererhöhung ein. Damit und durch die Streichung von 1500 Stellen im öffentlichen Dienst konnte er den Haushalt ausgleichen und die öffentlichen Schulen unterstützen. Er verschärfte das Waffenrecht in Bezug auf halbautomatische Waffen. Das führte zu politischen Kontroversen mit der Republikanischen Partei und der Waffenindustrie. In seiner Amtszeit wurden auch Teile der Nationalgarde von New Jersey im 2. Golfkrieg eingesetzt. Im Jahr 1993 unterlag Florio knapp seiner republikanischen Gegenkandidatin Christine Todd Whitman.

## Weiterer Lebenslauf
Im Jahr 2000 kandidierte er erfolglos für einen Sitz im Senat der Vereinigten Staaten. Zwischen 2002 und 2005 war er Vorsitzender der Pineland Commission. Florio war ein entschiedener Gegner der Regierung von Präsident George W. Bush und des Irakkrieges. Im 2008 unterstützte er Hillary Clinton in ihrem Wahlkampf um die Präsidentschaftsnominierung der Demokratischen Partei. Zuletzt war er in mehreren Aufsichtsräten vertreten.